# Derbyshire Dales (circonscription britannique)
Circonscription parlementaire de la Chambre des communes
La circonscription de Derbyshire Dales  est une circonscription située dans le Derbyshire et représentée à la Chambre des communes du Parlement britannique.

## Députés
Les Members of Parliament (MPs) de la circonscription sont :
| Législature                | Années        | Député      | Député             | Parti        |
| -------------------------- | ------------- | ----------- | ------------------ | ------------ |
| Recréée de West Derbyshire |               |             |                    |              |
| 55e                        | 2010–2015     |             | Patrick McLoughlin | Conservateur |
| 56e                        | 2015–2017     |             | Patrick McLoughlin | Conservateur |
| 57e                        | 2017–2019     |             | Patrick McLoughlin | Conservateur |
| 58e                        | 2019–2024     | Sarah Dines |                    | Conservateur |
| 59e                        | 2024–en cours |             | John Whitby        | Labour       |